# Ernobius
Genre
Ernobius est un genre de coléoptères de la famille des Anobiidae.

## Principales espèces

### Espèces rencontrées en Europe
- Ernobius abietinus (Gyllenhal, 1808)
- Ernobius abietis (Fabricius, 1792)
- Ernobius angelinii Lohse, 1991
- Ernobius angusticollis (Ratzeburg, 1837)
- Ernobius besucheti Zahradník, 2000
- Ernobius cupressi Chobaut, 1899
- Ernobius explanatus (Mannerheim, 1843)
  - Ernobius explanatus explanatus (Mannerheim, 1843)
  - Ernobius explanatus phobos Gottwald, 1971
- Ernobius freudei Lohse, 1970
- Ernobius fulvus Johnson, 1975
- Ernobius gallicus Johnson, 1975
- Ernobius gigas (Mulsant & Rey, 1863)
- Ernobius jaroslavli Logvinovskiy, 1977
- Ernobius juniperi Chobaut, 1899
- Ernobius kailidisi Johnson, 1975
- Ernobius kiesenwetteri Schilsky, 1898
- Ernobius laticollis Pic, 1927
- Ernobius longicornis (Sturm, 1837)
- Ernobius lucidus (Mulsant & Rey, 1863)
- Ernobius madoni Pic, 1930
- Ernobius mollis (Linnaeus, 1758)
  - Ernobius mollis espanoli Johnson, 1975
  - Ernobius mollis mollis (Linnaeus, 1758)
- Ernobius mulsanti Kiesenwetter, 1877
  - Ernobius mulsanti fructuum Peyerimhoff de Fontenelle, 1920
  - Ernobius mulsanti mulsanti Kiesenwetter, 1877
- Ernobius nigrinus (Sturm, 1837)
- Ernobius oertzeni Schilsky, 1900
- Ernobius pallidipennis Pic, 1902
- Ernobius parens (Mulsant & Rey, 1863)
- Ernobius pini (Sturm, 1837)
- Ernobius pruinosus (Mulsant & Rey, 1863)
- Ernobius reflexus (Mulsant & Rey, 1863)
- Ernobius robusticornis Maran, 1941
- Ernobius rufus (Illiger, 1807)
- Ernobius subopacus Pic, 1904
- Ernobius vinolasi Novoa & Baselga, 2000

## Liste d'espèces
Selon Catalogue of Life (27 août 2014) :
- Ernobius alutaceus
- Ernobius bicolor
- Ernobius californicus
- Ernobius caudatus
- Ernobius collaris
- Ernobius conicola
- Ernobius convergens
- Ernobius crotchii
- Ernobius debilis
- Ernobius filicornis
- Ernobius fissuratus
- Ernobius gentilis
- Ernobius gracilis
- Ernobius granulatus
- Ernobius hirsutus
- Ernobius lacustris
- Ernobius luteipennis
- Ernobius melanoventris
- Ernobius mollis
- Ernobius montanus
- Ernobius nigrans
- Ernobius opicus
- Ernobius pallitarsis
- Ernobius parvus
- Ernobius pinicola
- Ernobius punctulatus
- Ernobius schedli
- Ernobius socialis
- Ernobius tenuicornis
- Ernobius tristis

Selon ITIS (27 août 2014) :
- Ernobius alutaceus (LeConte, 1861)
- Ernobius bicolor White, 1983
- Ernobius californicus Fisher, 1919
- Ernobius caudatus Van Dyke, 1923
- Ernobius collaris Fall, 1905
- Ernobius conicola Fisher, 1919
- Ernobius convergens Fall, 1905
- Ernobius crotchii Fall, 1905
- Ernobius debilis LeConte, 1865
- Ernobius filicornis LeConte, 1879
- Ernobius fissuratus Fall, 1905
- Ernobius gentilis Fall, 1905
- Ernobius gracilis LeConte, 1879
- Ernobius granulatus LeConte, 1865
- Ernobius hirsutus White, 1966
- Ernobius lacustris Fall, 1905
- Ernobius luteipennis LeConte, 1879
- Ernobius melanoventris Ruckes, 1957
- Ernobius mollis (Linnaeus, 1758)
- Ernobius montanus Fall, 1905
- Ernobius nigrans Fall, 1905
- Ernobius opicus Fall, 1905
- Ernobius pallitarsis Fall, 1905
- Ernobius parvus White, 1966
- Ernobius pinicola Ruckes, 1957
- Ernobius punctulatus (LeConte, 1859)
- Ernobius schedli Brown, 1932
- Ernobius socialis Fall, 1905
- Ernobius tenuicornis LeConte, 1865
- Ernobius tristis LeConte, 1879